# لاچین (کلبجر)
لاچین (ترکی آذربایجانی: Laçın) یک منطقهٔ مسکونی در جمهوری آرتساخ است که در استان کاشاتاق واقع شده‌است.